# Port lotniczy Magong
Port lotniczy Magong (IATA: MZG, ICAO: RCQC) – port lotniczy położony w Magong, na Tajwanie. Obsługuje wyłącznie połączenia krajowe. 